# Klaus Stärk
Klaus Stärk, né en 1954 à Bad Cannstatt (un quartier périphérique de Stuttgart) est un entraîneur allemand de football.

## Biographie
Entraînant au niveau amateur en Allemagne, il voyagea au Liban, en Mongolie, au Kazakhstan et en Afrique du Sud pour aider le football dans ces pays. Sur le conseil de la fédération allemande de football, il vient en septembre 2003 pour développer le football afghan afin d'améliorer le quotidien des Afghans, puis il est nommé sélectionneur de l'Afghanistan en 2005. Il fut aussi chargé de la sélection féminine afghane.
En tant que sélectionneur, il réussit à qualifier l'Afghanistan pour l'AFC Challenge Cup 2008, ce qui constitue déjà une performance notable, même si la sélection fut éliminée au premier tour.